# Godba Dobrepolje
Godba Dobrepolje es una banda musical eslovena fundada en 1933. 

En Eslovenia existe una gran tradición de bandas de música. Las bandas tocan en todas las festividades y celebraciones en sus pueblos y por todo el país.
Una banda de viento se compone de personas que tocan instrumentos de viento fabricados de madera o de aerófonos, es decir, instrumentos en los cuales hay que soplar para que produzcan sonido, y de instrumentos de viento fabricados de metal, que exigen aún más esfuerzo, porque mientras se sopla, los labios tienen que vibrar. Hoy día la mayoría de los instrumentos pertenecen a este último grupo, de metal, por eso a las bandas de viento en Eslovenia se les llama también »banda de metal«, en su expresión eslovena coloquial.

## Dobrepolje
La banda de viento Godba Dobrepolje proviene, como ya indica su nombre, de Dobrepolje, que es un valle de veinticuatro aldeas de características naturales kársticas. P.ej. en Podpeč -una de las aldeas- se halla la cueva de Podpeč. La superficie kárstica forma bellezas naturales de todos tipos, que dan una apariencia especial a todo el valle. En Dobrepolje hay casi cuatro mil habitantes que normalmente dejan sus aldeas diariamente para trabajar en Liubliana o en Grosuplje. El pueblo central del valle es Videm, donde está situado el centro de cultura Jakličev dom, lugar donde tocan los miembros de la banda de música.

## La "banda de viento"
Algo especial es también la banda de viento. Fue fundada en 1933 bajo la dirección de Ivan Tiselj. Hasta el año 1974 la banda abandonaba su actividad algunas veces, pero desde aquel año en adelante tocan ininterrumpidamente. El director actual es Roman Gačnik, quien dirige a 45 músicos. Ensayan dos veces por semana y tienen aproximadamente veinte representaciones y conciertos al año. Los acontecimientos más importantes del año son la reunión de bandas a finales de mayo y el concierto de Navidad. Para el concierto de Navidad los miembros de la banda practican y ensayan desde septiembre para que el 26 de diciembre todo sea perfecto.

## Música
Hablando de música, la banda de viento Godba Dobrepolje toca principalmente marchas, pero también música de los hermanos Avsenik y otros compositores de música alpina eslovena. En el concierto de Navidad también se pueden oír canciones modernas, con elementos de pop, rock, bandas sonoras de películas, etc.

## Big band DOM
Bajo la asociación cultural Godba Dobrepolje se encuentra también la Big band DOM, orquesta de jóvenes aficionados al jazz. Ellos tocan tanto música de los clásicos de jazz (Count Basie, Sammy Nestico, etc.) como la de autores modernos, como por ejemplo el compositor esloveno Janez Gregorc. Su dirigente es el famoso Braco Doblekar, exmiembro del grupo Hazard. Celebran muchas actuaciones durante todo el año, entre ellas también la celebración de "el deportista esloveno del año", el concierto de Nochevieja frente al Ayuntamiento de Liubliana, el concierto anual de Videm, además de otros eventos culturales.